# Municipio de Santo Tomás La Unión
Municipio de Santo Tomás La Unión är en kommun i Guatemala.   Den ligger i departementet Departamento de Suchitepéquez, i den sydvästra delen av landet, 100 km väster om huvudstaden Guatemala City.